# تشارلي بارنت (لاعب كرة قدم)
تشارلي بارنت (بالإنجليزية: Charlie Barnett)‏ هو لاعب كرة قدم بريطاني في مركز الوسط، ولد في 19 سبتمبر 1988 في ليفربول في المملكة المتحدة. شارك مع منتخب إنجلترا تحت 16 سنة لكرة القدم. أما مع النوادي، فقد لعب مع نادي أكرينغتون ستانلي ونادي ترانمير روفرز ونادي ليفربول.

## وصلات خارجية
- تشارلي بارنت (لاعب كرة قدم) على موقع قاعدة بيانات كرة القدم.إي يو (الإنجليزية)
- تشارلي بارنت (لاعب كرة قدم) على موقع Soccerbase.com (لاعب) (الإنجليزية)